# Alfredo Catalani
Alfredo Catalani (ur. 19 czerwca 1854 w Lukce, zm. 7 sierpnia 1893 w Mediolanie) – włoski kompozytor operowy; łączył operę w stylu włoskim z wagnerowskim dramatem muzycznym.
Kształcił się w Lukce u Fortunata Magiego. Od 1872 studiował w Konserwatorium Paryskim: kompozycję u François Bazina oraz grę na fortepianie u Antoina François Marmontela. W mediolańskim konserwatorium pobierał nauki u Antonia Bazziniego od 1873. Tamże od 1890 zaczął wykładać kompozycję. Jego twórczość cenili Giuseppe Verdi i Arturo Toscanini.

## Wybrana twórczość
Opracowano na podstawie materiału źródłowego.
Opery
- La falece (wyst. Mediolan, 1875)
- Elda (wyst. Turyn, 1880)
- Loreley (Ii wersja; wyst. Tury, 1890)
- Dejanice (wyst. Mediolan, 1883)
- Edmea (wyst. Mediolan, 1886)
- La Wally (wyst. Mediolan, 1892)

Utwory orkiestrowe
- Symfonia (1872)
- symfonia La notte (1874)
- symfonia Il mattino (1874)
- Contemplazione (1878)
- Scherzo (1878)
- Ero e Leandro (poemat symfoniczny, 1884)